# Глостер Гејмкок
Глостер Гејмкок (енгл. Gloster Gamecock) је британски морнарички ловачки авион. Авион је први пут полетео 1925. године. 

Произведено је преко 100 авиона за британске носаче авиона. Три примерка су продата Финској.
Највећа брзина у хоризонталном лету је износила 250 km/h. Размах крила је био 9,08 метара а дужина 5,99 метара. Маса празног авиона је износила 875 килограма а нормална полетна маса 1299 килограма. Био је наоружан са 2 синхронизована митраљеза калибра 7,7 милиметара типа Викерс Марк 1 (Vickers Mk I).

## Наоружање
| Наоружање авиона: Глостер Гејмкок |                       |
| Ватрено (стрељачко) наоружање     |                       |
| Топ                               |                       |
| Митраљез                          |                       |
| Број и ознака митраљеза           | 2                     |
| Калибар                           | 7,7                   |
| Бомбардерско наоружање (бомбе)    |                       |
| Укупна маса                       | до 4 од по 9 кг свака |
| Ракетно наоружање (ракете)        |                       |